# Tabani, Briceni
Tabani là một ngôi làng thuộc huyện Briceni, Moldova. Tính đến ngày 12 tháng 5 năm 2014, dân số ước tính ngôi làng là 2.783 người và mật độ dân số là 110 người/km². Tổng diện tích ngôi làng là 25,26 km².